# Frédéric Schmied
Frédéric Schmied (né à Zurich le 26 juillet 1893 et mort à Genève le 23 septembre 1972) est un sculpteur suisse,. Il fréquente l'École des Beaux-Arts de Genève en 1916-1921). L'œuvre de Schmied est exposée au musée Rath en octobre 1931. Son travail faisait également partie du concours de sculpture aux Jeux olympiques d'été de 1924.

## Travaux
- Aigle de Genève et Colombe de la Paix, 1939, sculptures équestres au quai Turrettini, Genève
- Cheval et paysanne, à l’école Jacques-Dalphin, Carouge
- Tête de cheval, à la Mairie de Lancy, Lancy
- Lutteur au repos, au stade de Frontenex, Genève
- Saint Martin, 1958, rue Dizerens 25, Genève [4]
- Chute de cheval et cavalier, 1954, bronze [5]

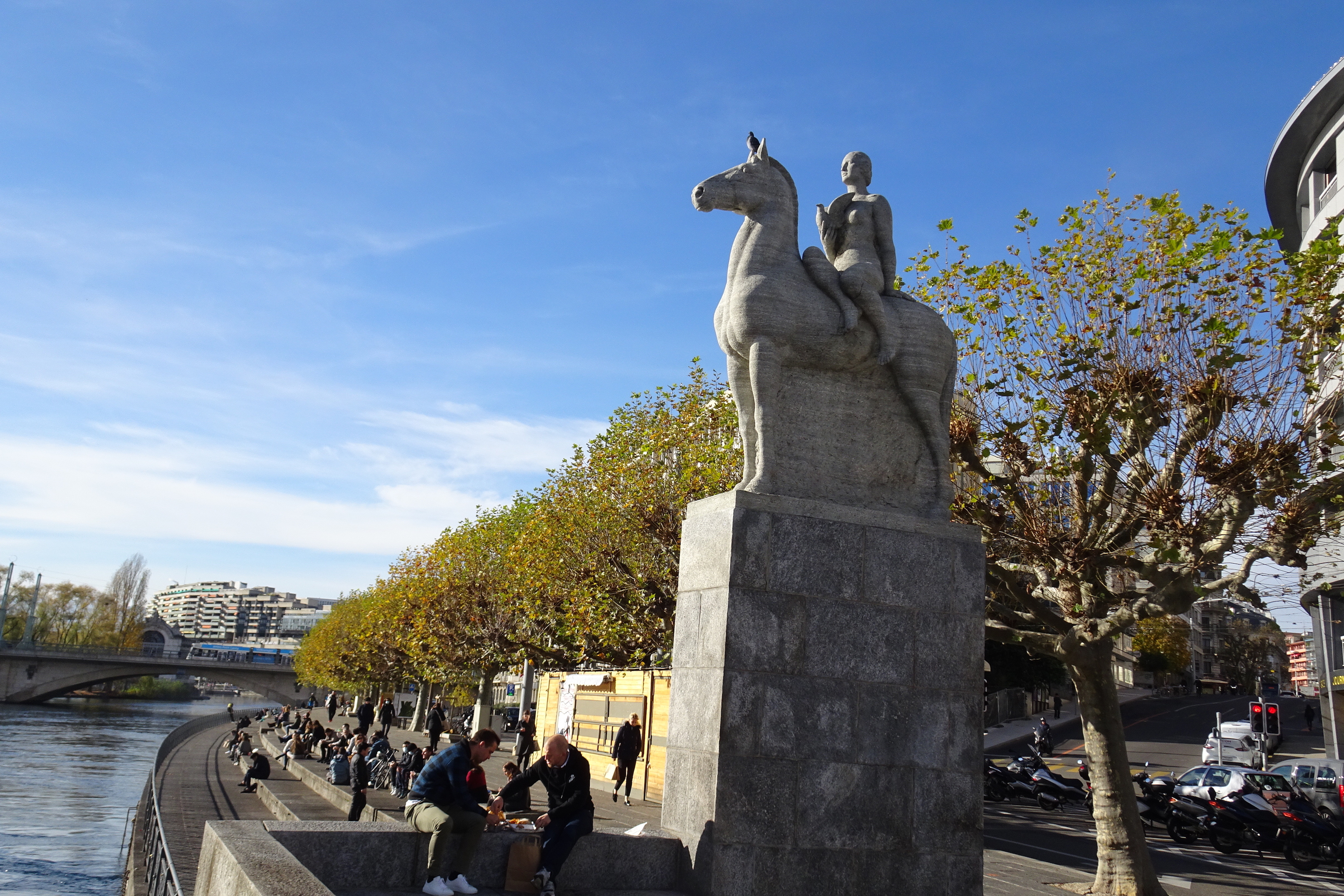
Quai Turrettini, Genève
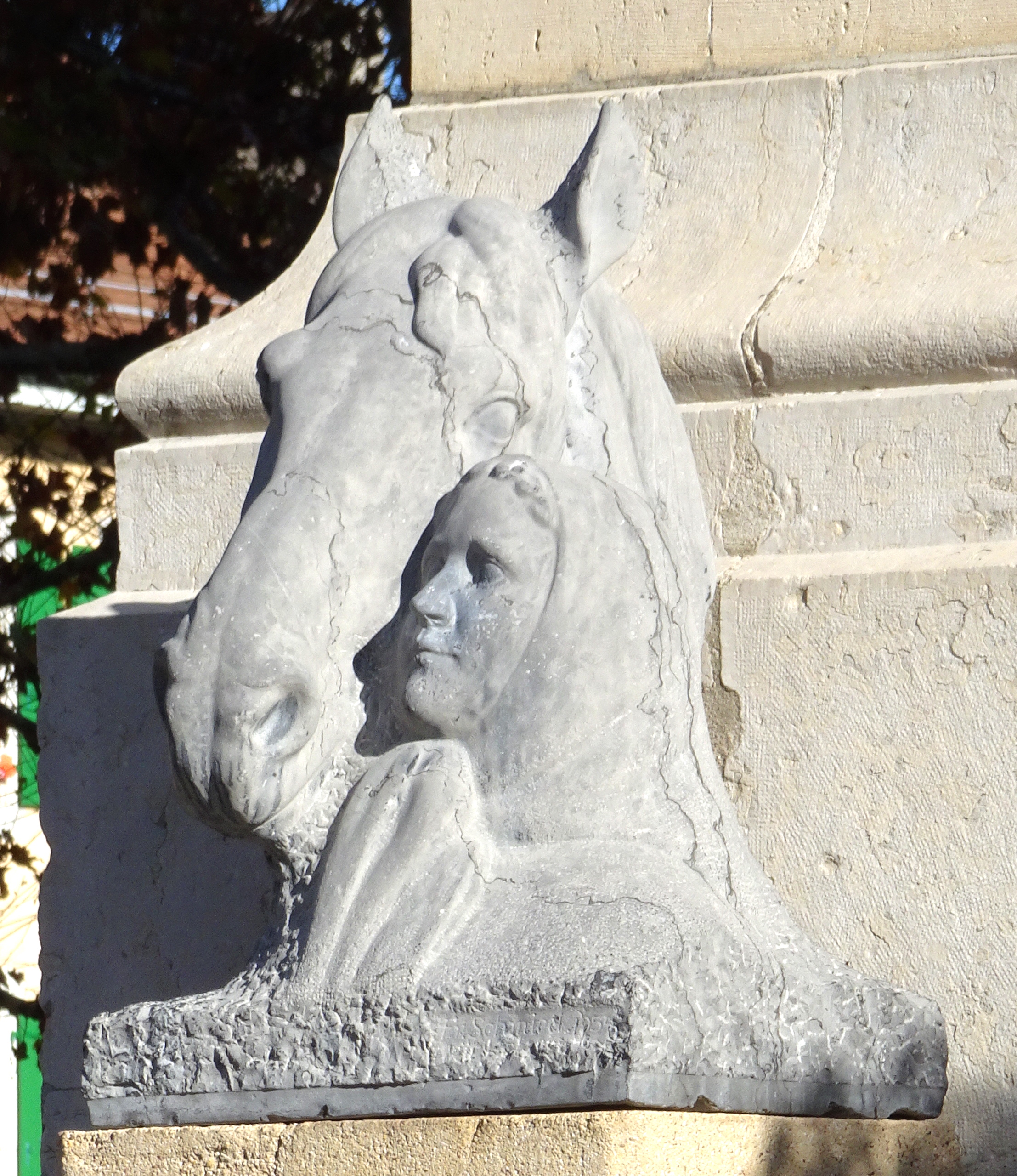
École Jacques-Dalphin, Carouge
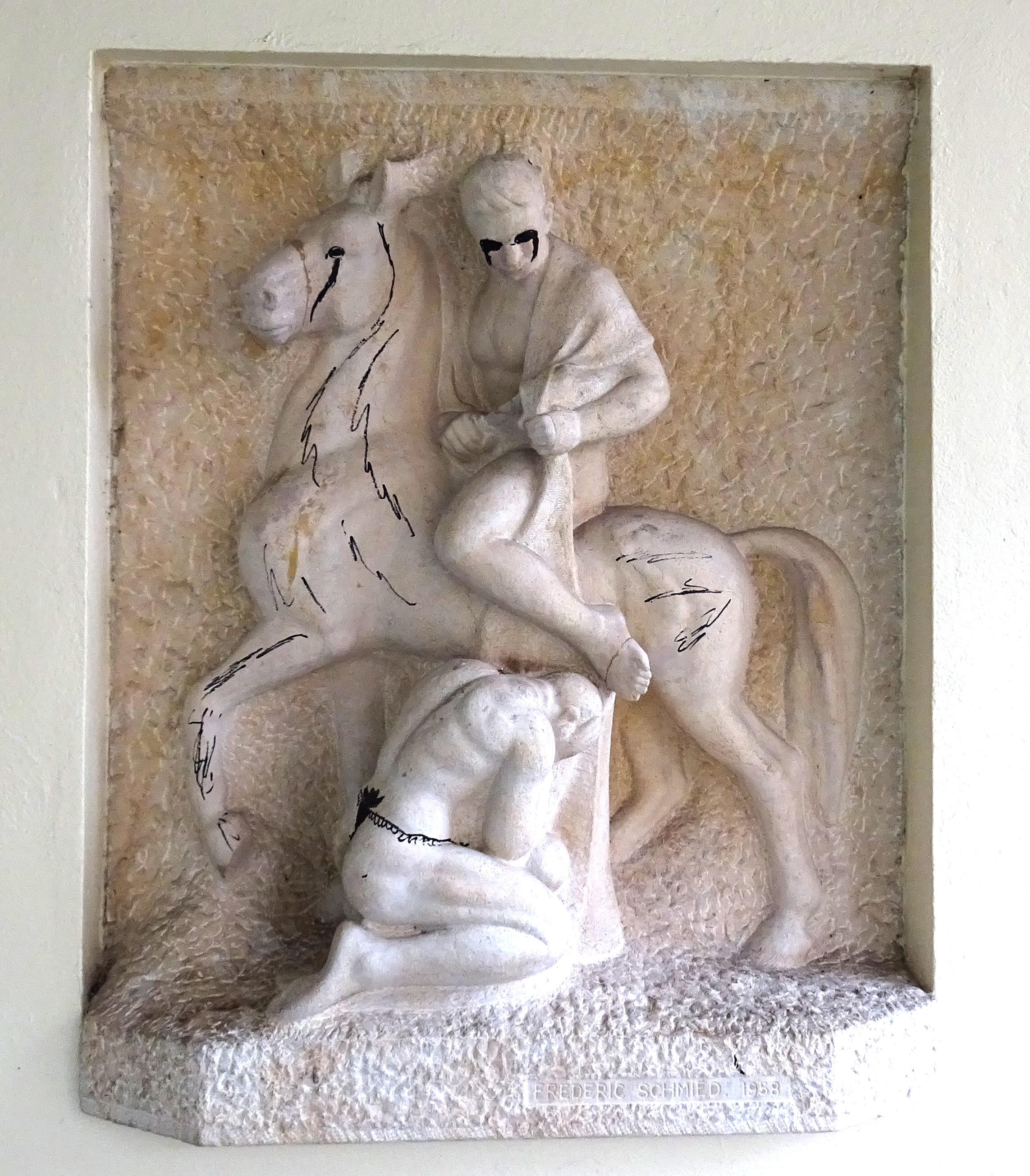
Saint Martin, Genève